# Batec
|  | Per a altres significats, vegeu «Batec (desambiguació)». |

Batec fou el nom que es donà a les trobades celebrades del 1930 al 1936 entre mestres de minyons de Lleida i de pobles del contorn, per tal de contrastar experiències sobre problemes de l'educació, durant el període immediatament anterior al naixement de la segona República espanyola i fins al final d'aquesta. S'anomena Batec perquè ve a ser el:
| « | batec uníson dels educadors que aspiraven a una escola millor, més satisfactòria de viure-la, i preparadora d'una generació més humana i solidària | » |

Aquest grup de mestres van ser un dels gèrmens de la creació de la primera associació espanyola divulgadora de la pedagogia Freinet; una pedagogia original, basada en l'expressió lliure dels infants: text lliure, dibuix lliure, correspondència interescolar, impressió i periodisme escolar, etc. Adaptaven a les seves pràctiques educatives els diferents mètodes pedagògics de l'escola nova: Decroly, Dewey, Freinet, Montessori i altres. Promovien que calia conèixer-los tots, però no ser esclaus de cap mètode.
Les trobades dels components del Grup Batec eren dominicals, cadascuna en una població diferent. Dolors Piera, mestra de Bell-lloch d'Urgell i Balaguer, abans de traslladar-se a Vilafranca del Penedès, explica així com eren aquestes reunions: «… ens reuníem (…) Ens rebia el mestre a la seva escola. Ens explicava el seu treball i els seus problemes pedagògics, als quals entre tots els assistents buscàvem solucions.(…) Retornàvem als nostres pobles cantant i més animats que mai a continuar les nostres classes.» La revista Escola, butlletí la FETE-UGT, fou l'òrgan oficiós del grup. Se sap de les trobades de setembre del 31 a Vilanova de la Barca, a Juneda el  29 de maig de 1932, amb més de setanta mestres, A la trobada celebrada a Puigverd de Lleida l'octubre del 33 es presentà la Cooperativa Espanyola de la Impremta a l'Escola, a la qual s'incorporaren els mestres més vinculats a les tècniques de Freinet, que no eren tots. Al juny del 34 es trobaren a la localitat d'Alcoletge.
El 1r Congrés de l'entitat se celebrà el juliol del 1934 a Lleida. La segona trobada fou al juliol de 1935 a l'Escola de Magisteri d'Osca. El 3r Congrés del grup s'havia convocat del 20 al 24 de juliol del 36 a l'escola Francesc Macià de Manresa, i ja no es pogué celebrar per la rebel·lió militar.
Estigueren vinculats al grup Batec molts mestres de les terres de Lleida compromesos amb la renovació pedagògica, el treball cooperatiu i el respecte per l'alumne, entre els quals Pepita Uriz, Ricard Barqué, Montserrat Parellada, Ramon Costa Jou, Dolors Piera, Lluís Aigé, Josep Alcobé, Josep Pach, Herminio Almendros, Domingo Tirado, Ramon Costafreda, Josep Barrull, Pere Garcia Lamolla...